# Свети Георги (Олевени)
Вижте пояснителната страница за други значения на Свети Георги.
„Свети Георги“ (на македонска литературна норма: „Свети Ѓорѓи“) е възрожденска църква в битолското село Олевени, част от Преспанско-Пелагонийската епархия на Македонската православна църква – Охридска архиепископия.
Църквата е гробищна и е най-старият и най-значителният храм на селото. Разположена е на доминантна височина. В архитектурно отношение представлява еднокорабна сграда със седемстранна апсида на източната страна и затворени тремове на юг и запад. В югоизточния ъгъл се извисява камбанария, която долу е четириъгълна, а нагоре през осемстранен барабан, завършва с купол. Главният вход е в средата на южната стена. На запад има нартекс, повдигнат по високо от наоса с няколко стъпала.
Всички стени във вътрешността на храма са изписани със стенописи. Зографски надпис няма, но по стиловите особености става въпрос за Йосиф Мажовски. На иконостаса има два реда икони от различни периоди и автори. По-старите са датирани в 1839 година, като на този период принадлежат и повечето от престолните икони. Царските двери, датирани в 1857 година, и допоясните изображения на апостолите в горния ред икони са дело на друга зографска работилница. Част от иконите в църквата са дело на Йосиф Мажовски и Яков Мажовски.